# 1965-ös magyar úszóbajnokság
1965-ös magyar úszóbajnokságot július végén rendezték meg a Nemzeti Sportuszodában

## Eredmények

### Férfiak
| Versenyszám            | Arany                                                                | Arany   | Ezüst                             | Ezüst   | Bronz                         | Bronz   |
| ---------------------- | -------------------------------------------------------------------- | ------- | --------------------------------- | ------- | ----------------------------- | ------- |
| 100 m gyorsúszás       | Száll Antal BVSC                                                     | 55,7    | Dobai Gyula Újpesti Dózsa         | 55,8    | Gulyás Ákos Orvosegyetemi SC  | 56,4    |
| 200 m gyorsúszás       | Dobai Gyula Újpesti Dózsa                                            | 2:04,8  | Katona József Egri Dózsa          | 2:05,2  | Jaczó László Ferencvárosi TC  | 2:05,9  |
| 400 m gyorsúszás       | Katona József Egri Dózsa                                             | 4:26,3  | Jaczó László Ferencvárosi TC      | 4:34,8  | Csaba László Ferencvárosi TC  | 4:36,8  |
| 1500 m gyorsúszás      | Katona József Egri Dózsa                                             | 17:59,9 | Haraszti Zsolt Újpesti Dózsa      | 18:46,2 | Csikász Géza Egri Dózsa       | 18:46,9 |
| 100 m hátúszás         | Csikány József Ferencvárosi TC                                       | 1:04,3  | Kosztolánczy György Újpesti Dózsa | 1:05,2  | Cseh László Bp. Építők        | 1:05,9  |
| 200 m hátúszás         | Csikány József Ferencvárosi TC                                       | 2:20,6  | Kosztolánczy György Újpesti Dózsa | 2:21,0  | Mártonffy Tamás Egri Dózsa    | 2:23,3  |
| 100 m mellúszás        | Lenkei Ferenc BVSC                                                   | 1:12,1  | Balássi Péter BVSC                | 1:14,5  | Farkas Imre Budai Spartacus   | 1:15,5  |
| 200 m mellúszás        | Lenkei Ferenc BVSC                                                   | 2:39,4  | Kiricsi János Bp. Honvéd          | 2:41,3  | Szendrő Miklós Dorogi Bányász | 2:43,5  |
| 100 m pillangóúszás    | Csaba Gábor Ferencvárosi TC                                          | 1:01,9  | Gulyás Ákos Orvosegyetemi SC      | 1:02,2  | Pálinkás Tamás Bp. Építők     | 1:03,0  |
| 200 m pillangóúszás    | Ali Csaba Egri Dózsa                                                 | 2:17,8  | Pálinkás Tamás Bp. Építők         | 2:20,9  | Katona József Egri Dózsa      | 2:21,4  |
| 400 m vegyes úszás     | Ali Csaba Egri Dózsa                                                 | 5:01,2  | Kosztolánczy György Újpesti Dózsa | 5:05,6  | Katona József Egri Dózsa      | 5:15,3  |
| 4 × 100 m gyorsváltó   | BVSC Lenkei Ferenc Balássi Péter Szentirmay István Száll Antal       | 3:49,3  | Ferencvárosi TC                   | 3:50,6  | Egri Dózsa                    | 3:50,9  |
| 4 × 200 m gyorsváltó   | Ferencvárosi TC Jaczó László Csaba László Csikány József Csaba Gábor | 8:29,5  | Egri Dózsa                        | 8:32,2  | Újpesti Dózsa                 | 8:38,8  |
| 4 × 100 m vegyes váltó | Ferencvárosi TC Csikány József Tőrös Károly Csaba Gábor Jaczó László | 4:12,5  | BVSC                              | 4:19,7  | Újpesti Dózsa                 | 4:20,0  |

### Nők
| Versenyszám            | Arany                                                                    | Arany   | Ezüst                          | Ezüst   | Bronz                            | Bronz   |
| ---------------------- | ------------------------------------------------------------------------ | ------- | ------------------------------ | ------- | -------------------------------- | ------- |
| 100 m gyorsúszás       | Turóczy Judit BVSC                                                       | 1:01,5  | Szentesi Éva Bp. Honvéd        | 1:03,6  | Erdélyi Éva Egri Dózsa           | 1:05,0  |
| 200 m gyorsúszás       | Turóczy Judit BVSC                                                       | 2:19,5  | Szentesi Éva Bp. Honvéd        | 2:26,4  | Szatmári Katalin Ferencvárosi TC | 2:27,9  |
| 400 m gyorsúszás       | Gágyor Vera BVSC                                                         | 5:11,7  | Soltész Ágota Vasas            | 5:12,1  | Élthes Eszter Ferencvárosi TC    | 5:22,1  |
| 800 m gyorsúszás       | Soltész Ágota Vasas                                                      | 10:59,9 | Élthes Eszter Ferencvárosi TC  | 11:07,4 | Kosztolnyik Ildikó Egri Dózsa    | 11:12,7 |
| 100 m hátúszás         | Korényi Olga Újpesti Dózsa                                               | 1:12,0  | Egerváry Márta Ferencvárosi TC | 1:13,8  | Hahn Anna Újpesti Dózsa          | 1:18,1  |
| 200 m hátúszás         | Turóczy Judit BVSC                                                       | 2:36,8  | Egerváry Márta Ferencvárosi TC | 2:42,0  | Hahn Anna Újpesti Dózsa          | 2:46,4  |
| 100 m mellúszás        | Brandi Mária Bp. Honvéd                                                  | 1:22,2  | Kármán Kató Pécsi Dózsa        | 1:24,2  | Nagy Margit BVSC                 | 1:24,2  |
| 200 m mellúszás        | Egerváry Márta Ferencvárosi TC                                           | 2:58,1  | Brandi Mária Bp. Honvéd        | 2:59,4  | Répási Enikő Ferencvárosi TC     | 3:03,0  |
| 100 m pillangóúszás    | Egerváry Márta Ferencvárosi TC                                           | 1:10,6  | Turóczy Judit BVSC             | 1:10,8  | Gágyor Vera BVSC                 | 1:13,3  |
| 200 m pillangóúszás    | Gágyor Vera BVSC                                                         | 2:41,9  | Egerváry Márta Ferencvárosi TC | 2:44,4  | Wolf Valéria MÁVAUT              | 2:49,0  |
| 400 m vegyes úszás     | Egerváry Márta Ferencvárosi TC                                           | 5:35,1  | Wolf Valéria MÁVAUT            | 5:46,7  | Gágyor Vera BVSC                 | 5:51,6  |
| 4 × 100 m gyorsváltó   | BVSC Túróczy Judit Nagy Margit Tölgyesi Ida Kovács Edit                  | 4:22,8  | Ferencvárosi TC                | 4:28,5  | Bp. Honvéd                       | 4:36,5  |
| 4 × 100 m vegyes váltó | Ferencvárosi TC Balla Mária Répási Enikő Egerváry Márta Szatmári Katalin | 4:53,2  | BVSC                           | 4:56,1  | Újpesti Dózsa                    | 5:06,7  |